# Atkinsoniella atronotata
Atkinsoniella atronotata är en insektsart som först beskrevs av William Lucas Distant 1918.  Atkinsoniella atronotata ingår i släktet Atkinsoniella och familjen dvärgstritar. Inga underarter finns listade i Catalogue of Life.